# 埃尔塔欣
埃爾塔欣（西班牙語：El Tajín）是一個位在墨西哥南部的前哥倫布時代考古遺址，也是中部美洲古典時代（英語：Classic era of Mesoamerica）規模最大、最重要的城市之一。作為古韋拉克魯斯文化的一部分，當地在約公元600年至1200年之間蓬勃發展；該段期間當地被建成許多寺廟、宮殿、中美洲蹴球球場和金字塔建築等。當地直到1785年之後，才開始廣為外界所知。
El Tajín一名源自遺址所在地區原住民Totonac族的雨神；該原住民族被認為與當地古代的文化發展有關。由於當地遺址的文化和建築風格的重要性，遺址於1992年被評為世界遺產。